# Zygophylax geniculata
Zygophylax geniculata är en nässeldjursart som först beskrevs av Clarke 1894.  Zygophylax geniculata ingår i släktet Zygophylax och familjen Lafoeidae. Inga underarter finns listade i Catalogue of Life.